# Forêt de Haguenau
Forêt de Haguenau este o arie protejată (arie de protecție specială avifaunistică — SPA) din Franța întinsă pe o suprafață de 19.220,48 ha, integral pe uscat.

## Localizare
Centrul sitului Forêt de Haguenau este situat la coordonatele 48°51′21″N 7°53′39″E / 48.85583°N 7.89417°E.

## Înființare
Situl Forêt de Haguenau a fost declarat arie de protecție specială avifaunistică în baza directivei 79/409 din 1979 referitoare la conservarea păsărilor sălbatice pentru a proteja 13 specii de animale.

## Biodiversitate
Situată în ecoregiunea continentală, aria protejată nu include niciun habitat protejat.
La baza desemnării sitului se află mai multe specii protejate de  păsări (13): minunița (Aegolius funereus), pescăruș albastru (Alcedo atthis), rață mare (Anas platyrhynchos), caprimulg (Caprimulgus europaeus), ciocănitoarea de stejar (Dendrocopos medius), ciocănitoare neagră (Dryocopus martius), găinușă de baltă (Gallinula chloropus), sfrâncioc roșiatic (Lanius collurio), ciocârlie de pădure (Lullula arborea), gaia neagră (Milvus migrans), gaia roșie (Milvus milvus), viespar (Pernis apivorus), ciocănitoare verzuie (Picus canus)
Pe lângă speciile protejate, pe teritoriul sitului au mai fost identificate 14 specii de plante, 22 de specii de păsări, 9 specii de amfibieni, 8 specii de mamifere, 1 specie de nevertebrate, 5 specii de reptile.